# Le Trioulou
Le Trioulou település Franciaországban, Cantal megyében. Lakosainak száma 98 fő (2022. január 1.). Le Trioulou Maurs, Saint-Santin-de-Maurs, Bagnac-sur-Célé és Saint-Constant-Fournoulès községekkel határos.

## Népesség
A település népességének változása:
| Lakosok száma | 191  | 138  | 127  | 95   | 105  | 108  | 103  | 101  | 101  | 98   |
|               | 1968 | 1982 | 1990 | 2006 | 2013 | 2015 | 2017 | 2019 | 2020 | 2022 |